# 砦牙乡
砦牙乡，是中华人民共和国广西壮族自治区河池市凤山县下辖的一个乡镇级行政单位。

## 行政区划
砦牙乡下辖以下地区：
砦牙村、平雅村、板隆村、泗务村、板叶村、隆梅村、板洞村、东风村、拉隆村、弄怀村和拉英村。